# Pałacyk Biernackich
Pałacyk Biernackich – pałac znajdujący się w Warszawie przy ul. Wolskiej 27/29.

## Opis
Wzniesiony przez architekta Józefa Orłowskiego w 1860 dla Adama Biernackiego. Budynek powstał w miejscu ogrodu należącego do Karola Schultza. Jest to budowla dwukondygnacyjna na planie prostokąta w stylu klasycystycznym, z dwiema oficynami. 
Od 1941 pałacyk należy do karmelitanek bosych, przybyłych do Warszawy ze Lwowa.
Na ścianie budynku znajduje się tablica pamiątkowa Tchorka upamiętniająca 3200 ofiar Rzezi Woli.